# فلازاسولفورون
فلازاسولفورون (انگلیسی: Flazasulfuron) یک ترکیب آلی است که به عنوان علف کش به کار می‌رود. این ماده به عنوان سولفونیل اوره طبقه بندی می شود، زیرا حاوی آن گروه عملکردی است. شیوه عملکرد فلازاسولفورون مهار آنزیم استولاکتات سنتاز (ALS) است که منجر به مهار سنتز اسیدهای آمینه، تقسیم سلولی و در نهایت رشد گیاه می‌شود. فلازاسولفورون هم روی علف های هرز قبل از رویش و هم برای علف های هرز بعد از رویش قابل استفاده است.  رشد ظرف چند ساعت پس از استفاده از ترکیب متوقف می‌شود. علائم شامل تغییر رنگ برگ، خشک شدن، نکروز و در نهایت مرگ گیاه طی ۲۰ تا ۲۵ روز پس از استفاده است.  این یک جامد سفید رنگ و محلول در آب است.